# Dules auriga
Dules auriga – gatunek morskiej ryby z rodziny strzępielowatych, jedyny przedstawiciel rodzaju Dules Cuvier, 1829. Według Eschmeyer, W.N., Editor, 2003 poprawna nazwa to Serranus  auriga.
Występowanie: zachodnia część Oceanu Atlantyckiego wzdłuż wschodnich wybrzeży Ameryki Południowej, na głębokościach od 15–135 m p.p.m.

## Opis
Osiąga do 19 cm długości.